# Xian de Bin (Shaanxi)
Pour les articles homonymes, voir Bin.
Le xian de Bin (彬县 ; pinyin : Bīn Xiàn) est un district administratif de la province du Shaanxi en Chine. Il est placé sous la juridiction de la ville-préfecture de Xianyang.

## Démographie
La population du district était de 313 271 habitants en 1999.